# Franz Kniffler
Franz Tillmann Kniffler (* um 1775) war von Januar bis März 1822 Bürgermeister der Stadt Mülheim an der Ruhr.
Mit Franz Kniffler, einem Polizeikommissar (commissaire de police) aus Krefeld, wurde nach Lambert Maubach erneut ein Ortsfremder als Bürgermeister der Stadt Mülheim an der Ruhr eingesetzt. Zwei Monate nach seinem Amtsantritt verließ er Mülheim bereits wieder, um eine Stelle als Obersteuerkontrolleur in Elberfeld anzutreten. Er lebte danach in Bonn und Wetzlar,  schließlich Düsseldorf, wo er ab 1829 mit seiner aus Krefeld gebürtigen Frau Maria, geborene Stein, und seinen Kindern ein Haus am Flinger Steinweg 212 (Schadowstraße 75) bewohnte. Der preußische König zeichnete Kniffler für seine verschiedenen Verdienste mit dem Roten Adlerorden vierter Klasse aus. Knifflers Sohn war der Kaufmann Louis Kniffler, der 1859 auf der Insel Dejima vor Nagasaki das erste deutsche Unternehmen in Japan gründete.